# Chery Tiggo 5x
O Chery Tiggo 5x (em chinês:  奇瑞瑞虎5x, transl. Qíruì Ruìhǔ 5x) é um SUV crossover de segmento B produzido pela fabricante chinesa Chery sob a série de produtos crossover Tiggo. Na China, o modelo também gerou uma variante elétrica chamada Chery Tiggo e, e compartilhou a plataforma com o Cowin Showjet, introduzido posteriormente em 2019. Nos mercados de exportação, o veículo também é comercializado como Chery Tiggo 4 e Chery Tiggo 3.

## Brasil
O Tiggo 5x foi introduzido no Brasil no 30º Salão Internacional do Automóvel de São Paulo em novembro de 2018, mantendo seu nome original. Os modelos brasileiros foram lançados em 11 de dezembro de 2018. No lançamento, ele está disponível em dois níveis de acabamento: T e TXS. Ambos os modelos eram equipados com um motor flex turboalimentado de 1,5 litro acoplado a um câmbio DCT de 6 velocidades. Os modelos brasileiros são montados localmente em esquema de CKD nas instalações da Caoa Chery em Anápolis, município do estado de Goiás. Ele recebeu uma reestilização em 21 de fevereiro de 2020. O nível de acabamento T foi retirado da linha em abril de 2021.
A segunda reestilização do modelo brasileiro, renomeada para Tiggo 5x Pro, foi revelada em 17 de fevereiro de 2022 e começou a ser vendida no final do mesmo mês. A segunda reestilização introduziu um câmbio CVT, substituindo o DCT de 6 velocidades do ano modelo anterior. A variante Hybrid do Tiggo 5x Pro, equipada com um motor flex híbrido-leve 48V turboalimentado de 1,5 litro, foi lançada no Brasil em julho de 2022, junto com a versão híbrida-leve do Tiggo 7 Pro. Em junho de 2023, o Tiggo 5x com especificações brasileiras recebeu uma variante Tiggo 5x Sport de nível de entrada, enquanto a variante Max Drive foi adicionada para o modelo Hybrid.

## Vendas
| Ano  | China   | Brasil | África do Sul | México |
| ---- | ------- | ------ | ------------- | ------ |
| 2018 | 9.877   |        |               |        |
| 2019 | 60.245  | 7.973  |               |        |
| 2020 | 30.592  | 8.764  |               |        |
| 2021 | 83.611  | 12.517 |               |        |
| 2022 | 114.927 | 9.654  | 4.622         |        |
| 2023 | 27.457  | 14.396 | 10.054        | 9.214  |